# Hiroshi Kawashima
Hiroshi Kawashima (jap. 川島 郭志, Kawashima Hiroshi; * 27. März 1970 in der Präfektur Tokushima, Japan) ist ein ehemaliger japanischer Boxer im Superfliegengewicht.

## Profikarriere
1988 begann er erfolgreich seine Profikarriere. Am 4. April 1994 boxte er gegen José Luis Bueno um den Weltmeistertitel des Verbandes WBC und siegte durch einstimmige Punktrichterentscheidung. Diesen Titel verteidigte er insgesamt sechs Mal und verlor ihn im Februar 1997 an Gerry Peñalosa nach Punkten.
Nach dieser Niederlage beendete er seine Karriere.